# Geissomeria ciliata
Geissomeria ciliata es una especie de planta perteneciente a la familia de las acantáceas, es originaria de la vegetanción del Cerrado de Brasil donde crece en Uberlândia en Minas Gerais. 

## Taxonomía
Geissomeria ciliata fue descrita por el botánico y micólogo brasileño: Carlos Toledo Rizzini y publicado en Dusenia 3: 186, en el año 1952.